# Tim Lochner
Tim Lochner (* 25. Januar 1970 in Pirna) ist ein deutscher parteiloser Kommunalpolitiker. Seit dem 26. Februar 2024 ist er Oberbürgermeister von Pirna. Er trat dabei als Kandidat der Alternative für Deutschland (AfD) an.

## Leben
Lochner ist von Beruf Tischler, seit 1993 Meister und führt seit 1995 eine Tischlerei im Pirnaer Stadtteil Hinterjessen. Er wohnt in Pirna.
Er war Mitglied der Christlich Demokratischen Union Deutschlands (CDU), für die er 2014 Stadtratsmitglied in Pirna wurde. 2016 trat er aus CDU aus und engagierte sich beim Wahlbündnis MIT – Ihre Nachbarn im Stadtrat. Zur Bundestagswahl 2017 unterstützte er die AfD und deren damalige Chefin Frauke Petry als Direktkandidatin im Wahlkreis Sächsische Schweiz – Osterzgebirge.
Lochner trat bei der Oberbürgermeister-Wahl 2017 an, verlor jedoch mit 32,9  % gegen Klaus-Peter Hanke.
Lochner gründete 2017 die Wählervereinigung „Pirna kann mehr“, die im Herbst 2018 mit Blaue Wende von Frauke Petry fusionierte. Anfang 2020 trat Lochner der AfD-Fraktion im Pirnaer Stadtrat bei. Im Jahr 2020 meldete er eine Demonstration gegen die Coronamaßnahmen an.
Im Dezember 2023 trat er, nominiert von der AfD, zur Oberbürgermeisterwahl in Pirna an.  Für den bisherigen Amtsinhaber Hanke war mit Erreichen der Altersgrenze für hauptamtliche Bürgermeister eine erneute Kandidatur im Jahr 2023 nicht möglich. Im ersten Wahlgang lag Lochner mit 33 % der Stimmen vor Ralf Thiele, Freie Wähler, mit 23 % und Kathrin Dollinger-Knuth, CDU, mit 20 %.
Da in Sachsen alle Bürgermeisterkandidaten in einem zweiten Wahlgang wieder antreten dürfen und sich CDU und Freie Wähler nicht auf einen gemeinsamen Kandidaten einigen konnten, traten Kandidaten beider Parteien im zweiten Wahlgang an. Dort siegte Lochner mit 38,5 % der Stimmen vor Dollinger-Knuth (31,4 %) und Thiele (30,1 %). Damit wurde Lochner als erster durch die AfD unterstützter Oberbürgermeister gewählt.
Nach seinem Wahlsieg sagte Lochner dem Mitteldeutschen Rundfunk (MDR), er werde „die Mitarbeiter im Rathaus versuchen, möglichst einzeln kennenzulernen – und auf Loyalität prüfen.“ Dies schätzte ein Arbeitsrechtler im Auftrag des MDR als „plump“, „einschüchternd“ und nicht zeitgemäß ein.

## Politische Positionen
Angesprochen auf seine früheren Äußerungen zu einem „Bevölkerungsaustausch“ antwortete er: „Wenn wir einen Ausländeranteil in gewissen Stadtteilen haben von 38 Prozent an Grundschulen und Kitas, dann ist das für mich schon ein Austausch der einheimischen Bevölkerung.“
Lochner kündigte an, keine Regenbogenfahne mehr am Rathaus zu hissen und das Gendern zu verbieten. Nachdem im Mai 2024 die evangelische Kirche in Pirna eine Regenbogenfahne gehisst hatte, kommentierte Lochner auf Facebook, dass an der Kirche in der Vergangenheit auch Hakenkreuzfahnen gehangen hätten, und schrieb in diesem Zusammenhang: „Es war Staatskirche, es ist Staatskirche“.